# Alessandro Rodrigo Silva
Alessandro Rodrigo da Silva es un atleta paralímpico brasileño con discapacidad visual.

## Carrera
Representó a Brasil en los Juegos Paralímpicos de Verano de 2016 en Río de Janeiro y ganó la medalla de oro en el evento de lanzamiento de disco masculino F11. También compitió en el evento de lanzamiento de bala masculino F12 donde terminó en el décimo lugar.  
En el Campeonato del Mundo de 2017 ganó la medalla de oro en el evento de lanzamiento de disco masculino F11. Dos años después, en el Campeonato Mundial de 2019, ganó la medalla de oro en el evento de lanzamiento de disco masculino F11 y la medalla de bronce en el evento de lanzamiento de bala masculino F11.